# Неа Алития
„Неа Алѝтия“ (на гръцки: Νέα Αλήθεια, в превод Нова Истина) е гръцки всекидневен вестник, издаван в Солун от 1909 до 1972 година. „Неа Алития“ започва да излиза през юни 1909 година, когато Йоанис Кускурас се отделя от вестник „Алития“.
През май 1909 година вестникът е обвинен в антисемитизъм от еврейските вестници „Журнал дьо Салоник“ и „Прогре дьо Салоник“. В резултат властите забраняват печатането на сериализирания антисемитски роман „Дяволът в Турция“, излизал в „Алития“ и „Фарос тис Тесалоникис“.